# Lee Sun-bin
Lee Jin-kyung (hangul: 이진경; nascida em 7 de janeiro de 1994), conhecida profissionalmente como Lee Sun-bin (hangul: 이선빈), é uma atriz e cantora sul-coreana. Ela é ex-integrante do grupo feminino sul-coreano JQT. É conhecida por estrelar em Squad 38 (2016), Missing 9 (2017) e Criminal Minds (2017).

## Carreira

### 2011-2015: Estreia, carreira de modelo e atividades internacionais
Em outubro de 2011, a GP Entertainment revelou que Lee entraria para o novo grupo feminino JQT, sob seu nome de nascimento Jin-kyung, após a saída de uma das integrantes, Minsun. Lee participou das atividades do JQT como vocalista até a dissolução do grupo em fevereiro de 2012. Ela fez um trabalho como modelo ao lado do Teen Top para uniformes em novembro de 2012 e, segundo rumores, iria estrear novamente em outro grupo feminino em dezembro de 2012, mas os planos não foram concretizados. Então, ela deixou a GP Entertainment e se juntou a Wellmade Yedang como trainee de atriz. Antes de começar oficialmente sua carreira de atriz, Lee foi modelo de propagandas e fez várias aparições em videoclipes.
Em 2014, Lee recebeu seu primeiro papel como atriz no drama histórico chinês "Saint Wang Xizhi". Lee também participou como competidora no programa de canto da CCTV "Finding Liu San Jie" e na Gala de Ano Novo.

### 2016 – presente: Popularidade crescente
Em janeiro de 2016, Lee assumiu um papel secundário no drama da JTBC, Madame Antoine: The Love Therapist, seguido por várias participações especiais em dramas e filmes. Seu papel decisivo veio em junho de 2016, onde interpretou uma interesseira no drama de sucesso da OCN, Squad 38, ao lado de Seo In-guk e Ma Dong-seok. Ela passou a participar de vários programas de variedades, onde recebeu elogios por sua cantoria e dança.
Em janeiro de 2017, Lee co-estrelou o drama de desastre da MBC, Missing 9. Em julho, ela estrelou o remake da tvN da série de televisão americana de sucesso Criminal Minds, onde interpretou a versão coreana da personagem de JJ. Em setembro, ela começou a filmar o filme de ação e zumbi de Kim Sung-hoon, Rampant, ao lado de Jang Dong-gun e Hyun Bin.
Em 2018, Lee foi escalada para seu primeiro papel principal no drama de ação da JTBC, Sketch. No mesmo ano, ela foi escalada para o drama especial da tvN, The Dramatization Has Already Begun.
Em   2019, Lee participou do filme de comédia de ação Okay! Madam e do drama político The Great Show.
Em 2020, Lee foi escalada para o drama policial detetive Team Bulldog: Off-Duty Investigation.
Em 2021, ela estrelou o filme de ação e espionagem Mission: Possible ao lado de Kim Young-kwang. Em agosto de 2021, Lee assinou com a Initial Entertainment, após o término do contrato com a agência original.
Em 2022, Lee voltou ao cinema com o filme Air Murder.

## Vida pessoal
Em 31 de dezembro de 2018, foi noticiado que Lee estava namorando o ator Lee Kwang-soo. A agência King Kong by Starship declarou que o casal já estava namorando "há 5 meses" antes do anúncio do relacionamento.

## Discografia

### Singles
| Título                                                                                              | Ano            | Posição de pico na parada | Álbum          |                |
| Título                                                                                              | Ano            | KOR Gaon                  | Álbum          |                |
| Collaborations                                                                                      | Collaborations | Collaborations            | Collaborations | Collaborations |
| --------------------------------------------------------------------------------------------------- | -------------- | ------------------------- | -------------- | -------------- |
| "One Love" (com RGP)                                                                                | 2017           | —                         | Single avulso  |                |
| "—" Indica uma gravação que não entrou nas paradas de sucesso ou não foi lançada naquele território |                |                           |                |                |

### Participações em trilhas sonoras
| Título                                                                                              | Ano  | Posição de pico na parada | Álbum                                           |
| Título                                                                                              | Ano  | KOR Gaon                  | Álbum                                           |
| --------------------------------------------------------------------------------------------------- | ---- | ------------------------- | ----------------------------------------------- |
| "Sad Night" (아픈 밤)                                                                               | 2019 | —                         | The Great Show OST Part 2                       |
| "Savage Killer"                                                                                     | 2020 | —                         | Team Bulldog: Off-Duty Investigation OST Part 5 |
| "Dreamer" (드리머)                                                                                  | 2021 | —                         | Work Later, Drink Now OST Part 3                |
| "—" Indica uma gravação que não entrou nas paradas de sucesso ou não foi lançada naquele território |      |                           |                                                 |

## Filmografia

### Filme
| Ano  | Título                          | Papel                | Notas        | Ref.          |
| ---- | ------------------------------- | -------------------- | ------------ | ------------- |
| 2016 | Familyhood                      | Ji-hoon's lover      |              | [ 32 ]        |
| 2018 | The Princess and the Matchmaker | Princess 1           |              |               |
| 2018 | Rampant                         | Deok-hee             |              | [ 17 ]        |
| 2020 | Me and Me                       | Cho-hee              |              | [ 33 ]        |
| 2020 | Okay! Madam                     | Gwi-sun / Ahn Se-ra  |              | [ 20 ]        |
| 2021 | Mission: Possible               | Yi Ling / Yoo Da-hee |              | [ 23 ]        |
| 2022 | Air Murder                      | Han Young-joo        |              | [ 25 ] [ 34 ] |
| 2022 | Reverse                         | Ham Myo-jin          | Filme sonoro | [ 35 ]        |
| ASA  | SAT, Secret of the Question     | Maeng Bo-ram         |              | [ 36 ] [ 37 ] |
| ASA  | The Sound of Breath             | Goo Hae-jin          |              | [ 38 ]        |

### Séries de televisão
| Ano  | Título                               | Papel                                 | Notas                  | Ref.   |
| ---- | ------------------------------------ | ------------------------------------- | ---------------------- | ------ |
| 2015 | Saint Wang Xizhi                     | Jinzi                                 | Drama chinês           | [ 5 ]  |
| 2016 | Madame Antoine: The Love Therapist   | Lee Ma-ri                             |                        | [ 6 ]  |
| 2016 | Entertainer                          |                                       | Cameo (Episódio 4)     | [ 39 ] |
| 2016 | Another Miss Oh                      | Namorada de segunda-feira de Jin-sang | Cameo                  | [ 40 ] |
| 2016 | Squad 38                             | Jo Mi-joo                             |                        | [ 7 ]  |
| 2016 | Entourage                            | Ela mesma                             | Cameo (Episódio 13)    | [ 41 ] |
| 2017 | Missing 9                            | Ha Ji-ah                              |                        | [ 12 ] |
| 2017 | Criminal Minds                       | Yoo Min-young                         |                        | [ 13 ] |
| 2018 | Sketch                               | Yoo Shi-hyun                          |                        | [ 18 ] |
| 2018 | The Dramatization Has Already Begun  | Hong Hee-soo                          |                        | [ 19 ] |
| 2019 | The Great Show                       | Jung Soo-hyun                         |                        | [ 21 ] |
| 2020 | Team Bulldog: Off-Duty Investigation | Kang Moo-young                        |                        | [ 42 ] |
| 2020 | The Uncanny Counter                  | Heo Hee-young                         | Cameo (Episódio 1 e 3) | [ 43 ] |
| 2021 | Jirisan                              | Kang Seung-ah                         | Cameo (Episódio 15–16) | [ 44 ] |
| 2023 | The Heavenly Idol                    | Treinadora de atuação                 | Cameo (Episódio 5)     | [ 45 ] |

### Webséries
| Ano       | Título                | Papel         | Notas         | Ref.          |
| --------- | --------------------- | ------------- | ------------- | ------------- |
| 2021–2022 | Work Later, Drink Now | Ahn So-hee    | Temporada 1–2 | [ 46 ] [ 47 ] |
| 2023      | Boyhood               | Park Ji-young |               | [ 48 ]        |

### Programas de televisão
| Ano  | Título                         | Papel            | Notas                          | Ref.   |
| ---- | ------------------------------ | ---------------- | ------------------------------ | ------ |
| 2016 | Law of the Jungle in Mongolia  | Membro do elenco | Episódio 229–233               | [ 49 ] |
| 2016 | I Can See Your Voice           | Participante     |                                | [ 50 ] |
| 2021 | Wild Idol                      | Membro do painel |                                | [ 51 ] |
| 2022 | Women in Mountain Mountaineers | Membro do elenco | com Jeong Eun-ji e Han Sun-hwa | [ 52 ] |

### Web shows
| Ano  | Título                    | Função       | Notas                    | Ref.   |
| ---- | ------------------------- | ------------ | ------------------------ | ------ |
| 2022 | Saturday Night Live Korea | Apresentador | Temporada 2 – Episódio 3 | [ 53 ] |
| 2022 | Pink Lie                  | Apresentador |                          | [ 54 ] |

### Aparições em videoclipes
| Ano  | Título da música                                            | Artista                    | Ref.   |
| ---- | ----------------------------------------------------------- | -------------------------- | ------ |
| 2013 | "Goodbye 20"                                                | Lim Kim                    | [ 55 ] |
| 2014 | "Almost" (하마터면)                                         | Amy                        |        |
| 2014 | "Nabiya" (나비야)                                           | Wu-Tan                     |        |
| 2014 | "Three Things I Want To Give You" (너에게 주고 싶은 세가지) | Crucial Star               |        |
| 2015 | "Apology" (지못미)                                          | iKon                       | [ 56 ] |
| 2016 | "I Don't Want" (바라지 않아)                                | Jung Key                   | [ 57 ] |
| 2016 | "Visual Gangster" (널 너무 사랑해서)                        | MC Mong                    | [ 58 ] |
| 2018 | "Cho Shim" (초심)                                           | Kiha & The Faces           | [ 59 ] |
| 2021 | "Don't Say Sorry"                                           | Shin Yong-jae e Kim Won-ju | [ 60 ] |

## Embaixadora
- 2021 Bienal Mundial de Cerâmica de Gyeonggi (2021).[61]
- Embaixadora de Relações Públicas de Cheonan (2022).[62]

## Prêmios e indicações
| Cerimônia de premiação   | Ano  | Categoria                                                 | Indicação / Trabalho | Resultado | Ref.   |
| ------------------------ | ---- | --------------------------------------------------------- | -------------------- | --------- | ------ |
| APAN Star Awards         | 2018 | Melhor Atriz Revelação                                    | Sketch               | Indicado  | [ 63 ] |
| Asia Model Festival      | 2023 | Prêmio de Popularidade de Atriz                           | Lee Sun-bin          | Venceu    | [ 64 ] |
| MBC Drama Awards         | 2017 | Melhor Atriz Revelação                                    | Missing 9            | Venceu    | [ 65 ] |
| MBC Entertainment Awards | 2016 | Prêmio Revelação de Música/Talk Show (Feminino)           | Radio Star           | Indicado  |        |
| Newsis Hallyu Expo       | 2022 | Prêmio Grande Cultura Hallyu - Prêmio do Prefeito de Seul | Lee Sun-bin          | Venceu    | [ 66 ] |